# Копцов, Владимир Ильич
Владимир Ильич Копцов (род. 26 января 1950, Омск) — советский хоккеист, защитник, нападающий, российский тренер. Заслуженный тренер России.

## Биография
Воспитанник омского хоккея, тренер Анатолий Комаров. Начинал играть нападающим, затем перешёл на позицию защитника.
Выступал в низших лигах за «Каучук» / «Шинник» / «Авангард» Омск (1968/69, 1978/79 — 1981/82),
«Торпедо» Усть-Каменогорск (1969/70 — 1970/71, 1972/73 — 1976/77), СКА Хабаровск (1971/72), «Строитель» Караганда (1977/78).
12 лет работал тренером в ДЮСШ «Торпедо» (Усть-Каменогорск), два года — в юношеской сборной СССР. С 1992 года — тренер, в ноябру 1994 — июне 1995 — главный тренер «Торпедо» Усть-Каменогорск. Главный тренер сборной Казахстана на чемпионате мира 1995 года группы C1.
Главный тренер фарм-клуба «Авангарда» «Авангард-2» / «Авангард-ВДВ» (1995/96 — 1997/98). Второй тренер в ХК «Липецк»[уточнить], «Амуре» Хабаровск (1998/99 — 1999/00, 2002/03 — 2003/04). 4 марта 2006 года возглавил «Самородок» Хабаровск. В ДЮСШ «Авангарда» тренировал команду 1990 года рождения, работал заместителем по учебно-воспитательной работе, директором ДЮСШ. Тренер команды МХЛ «Снежные барсы» Астана (2012/13).
Среди воспитанников — Виталий Еремеев, Евгений Набоков, Олег Коваленко, Андрей Савенков, Дмитрий Дударев, Анатолий Филатов, Андрей Самохвалов.